# Boven-Hardinxveld
Boven-Hardinxveld est un village néerlandais, situé dans la commune de Hardinxveld-Giessendam, dans la province de la Hollande-Méridionale.
La superficie de Boven-Hardinxveld, située à −0,8 m NAP, est de 6,3 km². Le village s'étend le long des digues de la Merwede supérieure et la Merwede inférieure, en face de Werkendam.

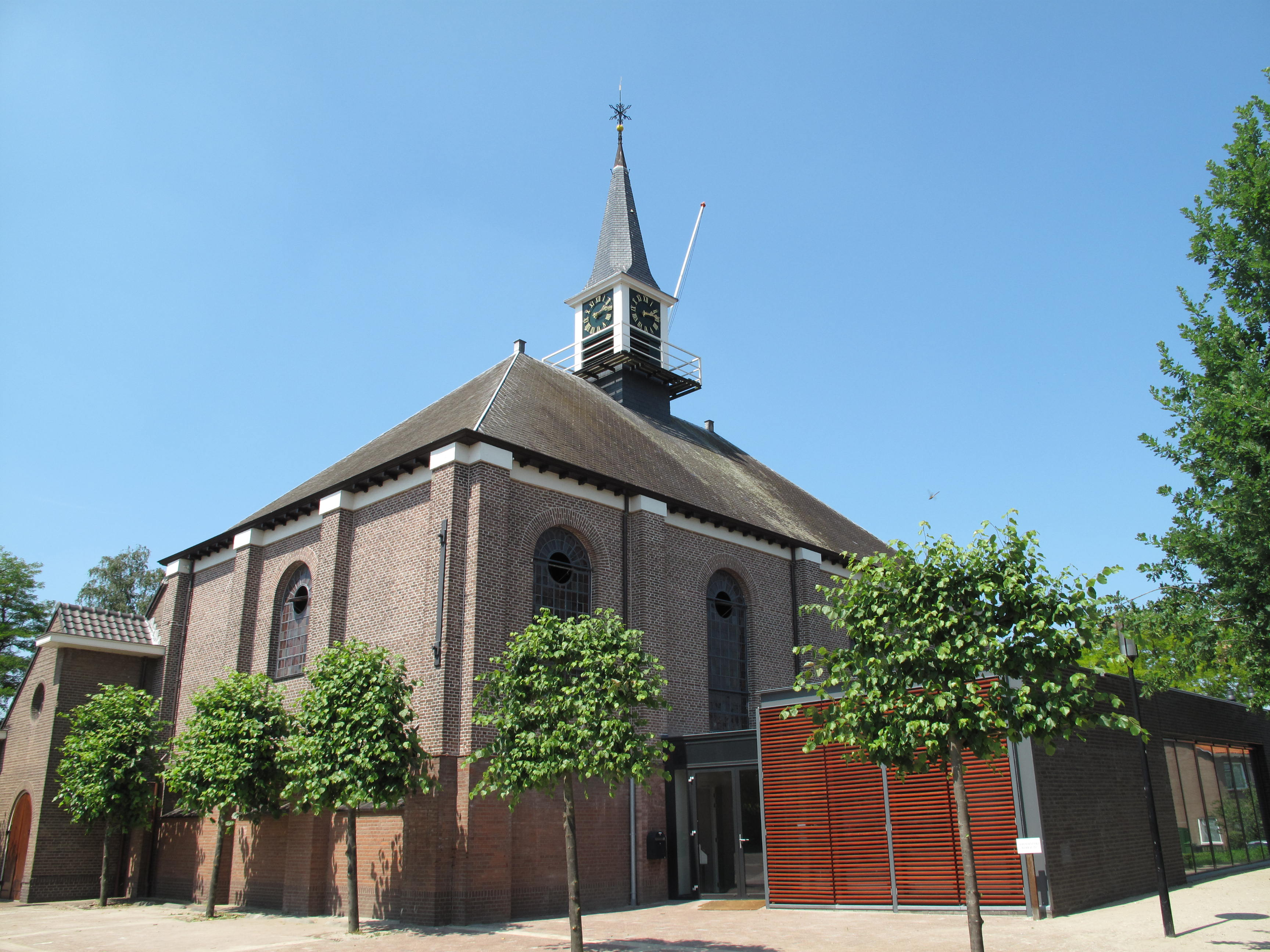
Église de Boven-Hardinxveld